# Halowe Mistrzostwa Europy w Lekkoatletyce 1975 – bieg na 60 m mężczyzn
Bieg na 60 metrów mężczyzn – jedna z konkurencji biegowych rozgrywanych podczas halowych lekkoatletycznych mistrzostw Europy w hali Rondo w Katowicach. Eliminacje, półfinały i bieg finałowy zostały rozegrane 8 marca 1975. Zwyciężył reprezentant Związku Radzieckiego Wałerij Borzow, który tym samym obronił tytuł zdobyty na poprzednich mistrzostwach.

## Rezultaty

### Eliminacje
Rozegrano 4 biegi eliminacyjne, do których przystąpiło 21 biegaczy. Awans do półfinału dawało zajęcie jednego z pierwszych dwóch miejsc w swoim biegu (Q). Skład półfinałów uzupełniło czterech zawodników z najlepszym czasem wśród przegranych (q).
Opracowano na podstawie materiału źródłowego.
Bieg 1
| Miejsce | Zawodnik          | Czas | Uwagi |
| ------- | ----------------- | ---- | ----- |
| 1       | Aleksandr Aksinin | 6,68 | Q     |
| 2       | Alexander Thieme  | 6,81 | Q     |
| 3       | Javier Martínez   | 6,85 | q     |
| 4       | Heinz Busche      | 6,88 |       |
| 5       | Antti Rajamäki    | 6,89 |       |

Bieg 2
| Miejsce | Zawodnik            | Czas | Uwagi |
| ------- | ------------------- | ---- | ----- |
| 1       | Marian Woronin      | 6,72 | Q     |
| 2       | Aleksandr Kornieluk | 6,77 | Q     |
| 3       | Lajos Gresa         | 6,85 | q     |
| 4       | Robert Heerenveen   | 6,88 |       |
| 5       | Temel Erbek         | 7,10 |       |

Bieg 3
| Miejsce | Zawodnik         | Czas | Uwagi |
| ------- | ---------------- | ---- | ----- |
| 1       | Zenon Licznerski | 6,73 | Q     |
| 2       | Luciano Caravani | 6,76 | Q     |
| 3       | Raimo Vilén      | 6,79 | q     |
| 4       | Samuel Monsels   | 6,84 | q     |
| 5       | Otakar Wild      | 7,07 |       |

Bieg 4
| Miejsce | Zawodnik             | Czas | Uwagi |
| ------- | -------------------- | ---- | ----- |
| 1       | Wałerij Borzow       | 6,76 | Q     |
| 2       | Jan Alończyk         | 6,84 | Q     |
| 3       | Josep Carbonell      | 6,87 |       |
| 4       | Jean-Claude Amoureux | 6,88 |       |
| 5       | Ossi Karttunen       | 6,98 |       |
| 6       | Audun Garshol        | 6,99 |       |

### Półfinały
Rozegrano 2 biegi półfinałowe, w których wystartowało 12 biegaczy. Awans do finału dawało zajęcie jednego z dwóch pierwszych miejsc w swoim biegu (Q). Skład finał uzupełniło dwóch zawodników z najlepszym czasem wśród przegranych (q).
Opracowano na podstawie materiału źródłowego.
Bieg 1
| Miejsce | Zawodnik            | Czas | Uwagi |
| ------- | ------------------- | ---- | ----- |
| 1       | Aleksandr Aksinin   | 6,63 | Q     |
| 2       | Zenon Licznerski    | 6,71 | Q     |
| 3       | Aleksandr Kornieluk | 6,71 | q     |
| 4       | Alexander Thieme    | 6,75 | q     |
| 5       | Samuel Monsels      | 6,82 |       |
| 6       | Javier Martínez     | 6,84 |       |

Bieg 2
| Miejsce | Zawodnik         | Czas | Uwagi |
| ------- | ---------------- | ---- | ----- |
| 1       | Wałerij Borzow   | 6,74 | Q     |
| 2       | Marian Woronin   | 6,77 | Q     |
| 3       | Luciano Caravani | 6,79 |       |
| 4       | Jan Alończyk     | 6,81 |       |
| 5       | Lajos Gresa      | 6,83 |       |
| 6       | Raimo Vilén      | 6,90 |       |

### Finał
Opracowano na podstawie materiału źródłowego.
| Miejsce | Zawodnik            | Czas |
| ------- | ------------------- | ---- |
| 1       | Wałerij Borzow      | 6,59 |
| 2       | Aleksandr Aksinin   | 6,67 |
| 3       | Zenon Licznerski    | 6,74 |
| 4       | Marian Woronin      | 6,76 |
| 5       | Alexander Thieme    | 6,78 |
| 6       | Aleksandr Kornieluk | 6,80 |